# شهرک صنعتی گناباد
شهرک صنعتی گناباد یک آبادی در ایران است که در دهستان حومه (گناباد) واقع شده‌است. شهرک صنعتی گناباد ۲۰ نفر جمعیت دارد.